# Namdal tingrett
Namdal tingrett is een tingrett (kantongerecht) in de Noorse fylke Trøndelag. Het gerecht is gevestigd in Namsos.  
Het gerechtsgebied omvat de gemeenten Flatanger, Grong, Høylandet, Leka, Lierne, Namsos, Namsskogan, Nærøysund, Overhalla en Røyrvik. Namdal maakt deel uit van het ressort van Frostating lagmannsrett. In zaken waarbij beroep is ingesteld tegen een uitspraak van Namdal zal de zitting van het lagmannsrett meestal worden gehouden in Trondheim.